# Bloc chinois
Les blocs chinois forment un double groupe d’instruments de percussion, généralement désignés sous leurs noms en anglais : temple blocks et chinese blocks. Ces derniers instruments sont d’une sonorité plus claire ou plus aiguë que les temple blocks.

## Origine
L’emploi des temple blocks est apparu d’abord en Chine, puis en Corée et au Japon, où leur utilisation était réservée à des cérémonies religieuses de caractère shintoïste. Ils en ont conservé l’épithète de « temple ». D’autres noms ont été donnés aux temple blocks avant l’adoption définitive de ce terme : « dos de tigre », « tête de dragon » ou « tambour de bois ».

## Conception
Les instruments se présentent comme des blocs de bois creusés et disposés sur un cadre. Leur première forme affectait l’apparence d’une tête de poisson, dans les temples bouddhistes. Les versions modernes de ces instruments sont, plus simplement, de forme rectangulaire. 
Il existe diverses dimensions pour les temple blocks, sans que les instruments soient jamais accordés selon le système tempéré occidental. Les partitions mentionnent généralement les instruments comme clair – moyen – grave, s’ils sont disposés par trois, et clair – grave si le compositeur n’emploie que deux instruments.
Il est généralement admis que le chinese block le plus grave est encore plus « clair  » que le temple block le plus clair. Certains compositeurs vont jusqu’à préciser davantage, donnant une hauteur approximative (prise par rapport à un piano de concert) ou les dimensions exactes de chaque instrument.

## Timbre
Quoiqu’ils soient de même composition que les wood-blocks, les temple blocks et chinese blocks ont un timbre plus « mat », plus « creux ». Cela tient principalement à la qualité de l’attaque, pour l’instrumentiste, à l’aide de maillets de bois.

## Emploi dans la musique occidentale

### Opéra
- West Side Story de Leonard Bernstein,
- Saint François d'Assise d’Olivier Messiaen,
- Le Minotaure de Harrison Birtwistle.

### Musique symphonique
- Turangalîla-Symphonie d’Olivier Messiaen,

### Musique expérimentale
- Ionisation d'Edgard Varèse[1] (1933)
- 2e Concerto pour trompette d'André Jolivet (1954)
- XIIe Étude d'interprétation de Maurice Ohana pour piano et percussions, Imitations-dialogues (1986)